# Canthon sericatus
Canthon sericatus är en skalbaggsart som beskrevs av Schmidt 1922. Canthon sericatus ingår i släktet Canthon och familjen bladhorningar. Inga underarter finns listade.